# Linda Montignies
Linda Montignies (* 1. April 1965, geborene Linda Humphrey) ist eine ehemalige südafrikanische Badmintonspielerin. 

## Karriere
Linda Montignies gewann erstmals 1985 die südafrikanische Meisterschaft im Damendoppel. Erst zehn Jahre später konnte sie sich ihren zweiten Titel erkämpfen, gefolgt von weiteren Siegen 1996, 1998 und 1999. Im letztgenannten Jahr siegte sie auch bei den South Africa International.

## Sportliche Erfolge
| Saison | Veranstaltung                 | Disziplin   | Platz | Name                                  |
| ------ | ----------------------------- | ----------- | ----- | ------------------------------------- |
| 1985   | Südafrikanische Meisterschaft | Damendoppel | 1     | Deirdre Algie / Linda Humphrey        |
| 1995   | Südafrikanische Meisterschaft | Damendoppel | 1     | Linda Humphrey / Monique Till         |
| 1996   | Südafrikanische Meisterschaft | Damendoppel | 1     | Linda Montignies / Monique Till       |
| 1998   | Südafrikanische Meisterschaft | Damendoppel | 1     | Linda Montignies / Monique Ric-Hansen |
| 1999   | South Africa International    | Damendoppel | 1     | Chantal Botts / Linda Montignies      |
| 1999   | Südafrikanische Meisterschaft | Damendoppel | 1     | Linda Montignies / Monique Ric-Hansen |